# Marsilea microphylla
Marsilea microphylla är en klöverbräkenväxtart som beskrevs av Carl Frederik Albert Christensen. Marsilea microphylla ingår i släktet Marsilea och familjen Marsileaceae. Inga underarter finns listade.